# Samāpatti
Samāpatti (devanāgarī : समापत्ति) est un terme sanskrit qui signifie « tomber ou se trouver dans un état ou une condition », « obtention » ou « devenir ». Il s'agit d'une notion que l'on trouve dans l'hindouisme et le bouddhisme.

## Samāpatti dans l'hindouisme

### Sāṃkhya Yoga
Dans les Yoga Sūtra de Patañjali, samāpatti est l'état dans lequel citta est libre de toutes les impressions (saṃskāra) issues des deux guṇa, rajas et tamas. Il existe plusieurs samāpatti que Patañjali regroupe en deux catégories qui sont:
- savitarkā samāpatti qui est le premier stade de samādhi où le yogin continue de raisonner sur le sujet de sa méditation;
- nirvitarkā samāpatti qui est le second stade de samādhi où le yogin ressent directement l'objet de sa méditation, sans recours à la pensée.

Ces deux stades sont encore loin de samādhi qui est au cœur du premier chapitre des Yoga Sūtra (Samādhi pāda).

## Samāpatti dans le bouddhisme

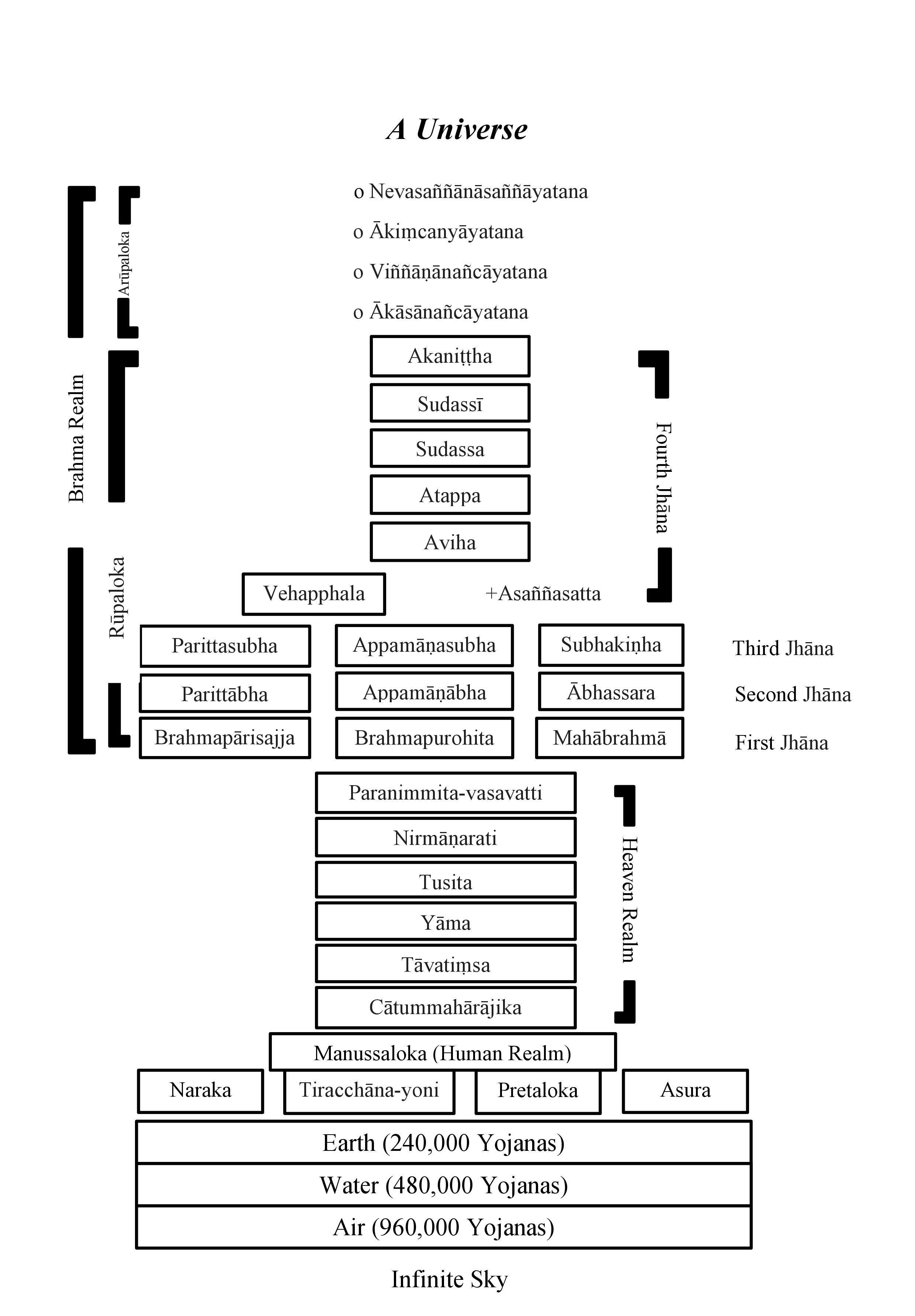
Schéma de l'univers bouddhique, avec les mondes de la forme et du sans-forme. Seules les quatre premières dhyânas (du monde de la forme) sont indiquées ici.

Dans le bouddhisme samāpatti, littéralement acquisition (āpatti) correcte (samyag), est généralement traduit par « obtention », « réalisation ». Il s'agit d'une expérience « spirituelle » qui n'est pas  le nirvāna, tout en étant supra-humaine (uttari manussadhamma). Le bouddhisme theravāda distingue neuf samāpatti , mot que Philippe Cornu traduit par « égalisation; entrée dans l'égalité », et qui désigne les étapes de la méditation: quatre jhāna (sanskrit : dhyāna) de la forme subtile ou pure (sk. dhyānarūpyāḥ), les quatre jhāna du sans-forme (arūpajhana / sk. dhyānārūpyāḥ), et la cessation (nirodha-samāpatti). Ph. Cornu précise que les huit premières étapes sont mondaines et que la neuvième est la seule qui soit mondaine.
Les huit premiers samāpatti sont du ressort de samatha bhavana (pāli et sanskrit : śamatha bhāvana) et restent dans le domaine du mondain. Ils sont partagés par les bouddhistes et les non-bouddhistes, mais ceux-ci peuvent les voir comme une fin en soi, dont la réalisation permet d'entrer parmi les dieux de la forme pure et parmi ceux du sans forme. En revanche, les bouddhistes veulent dépasser le domaine mondain et entrer dans le domaine supra-mondain de la cessation (nirodha).
On peut donc dire que les huit dhyāna du domaine mondain sont très utiles car elles peuvent favoriser vipassana bhavana, en raison de la clarté de l'esprit qui en résulte (mais sans que celle-ci se produise automatiquement). Cependant, il serait erroné de les considérer comme un aboutissement (vues erronées 58 à 62 du Brahmājālasūtta), et le canon pali met en garde contre l'attachement à de tels états, qui risquent de détourner le pratiquant de son but final : la libération du saṃsāra.

#### Textes et commentaires
- Lilian Silburn (dir.), Aux sources du bouddhisme, Paris, Éditions Fayard, 1997, 538 p. (ISBN 978-2-213-59873-4), p. 51-64L'ouvrage est une anthologie. Aux pages 51 à 64, on trouvera différents textes sur les samâpatti, accompagnés de commentaires introductifs. On lira cependant avec profit l'ensemble des p. 37 à 73, « Le Dhamma: les quatre vérités mystiques ».

#### Études
- Paul Magnin, Bouddhisme, unité et diversité : expériences de libération, Paris, Éditions du Cerf, 2003, 763 p. (ISBN 2-204-07092-0), passim (v. l'index s.v. « Recueillement »)